# 科諾托普區

科諾托普區在蘇梅州的位置

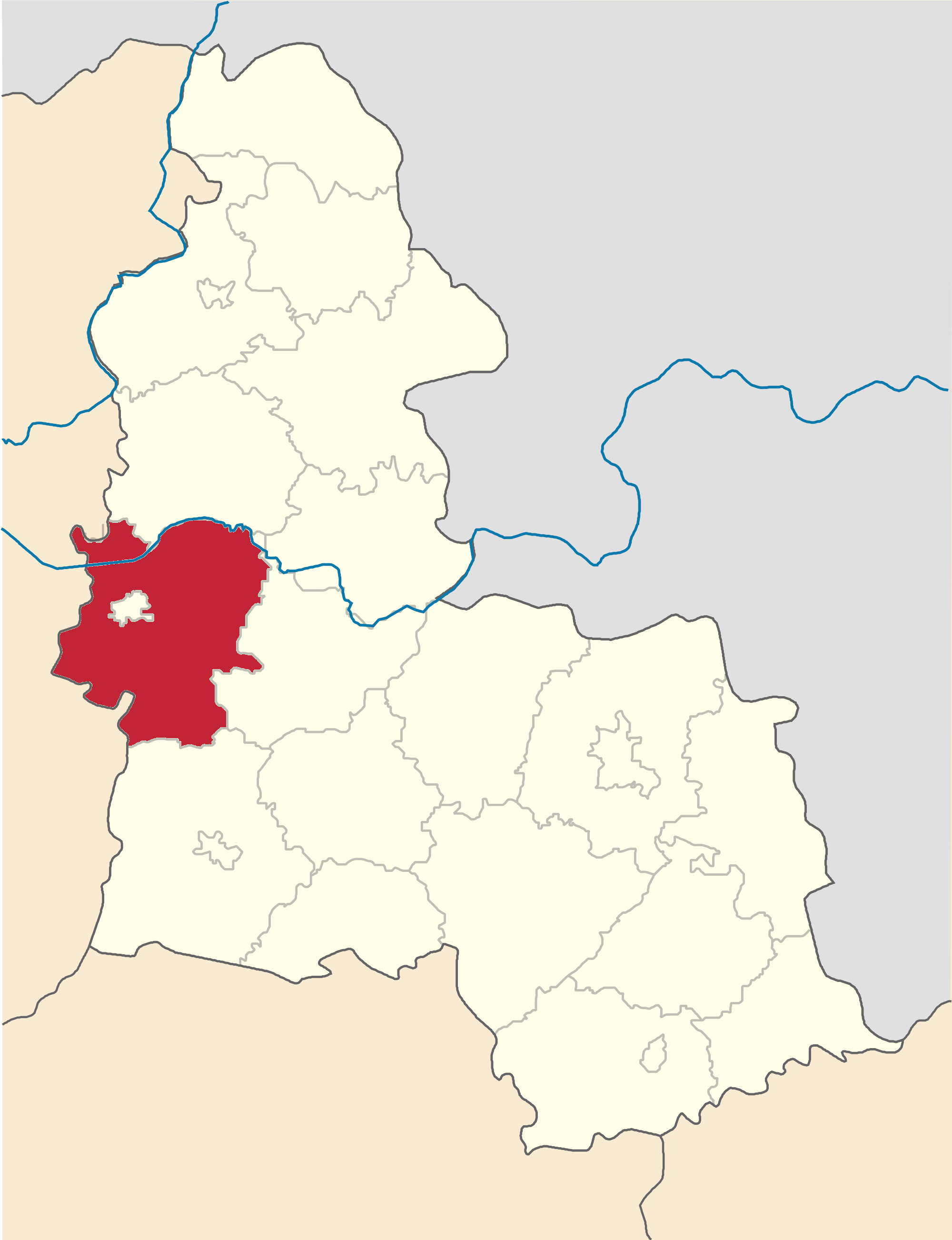
改革前科諾托普區在蘇梅州的位置

科諾托普區（烏克蘭語：Конотопський район），是烏克蘭蘇梅州的一個區，位於該國東北部，行政中心設於科諾托普，2021年人口数量为198,238人。

## 历史
2020年7月18日乌克兰施行了行政区划改革，蘇梅州的区份数量减至5个，科諾托普區的面积显著扩大。改革前科諾托普區的面积为1,700平方公里，2020年人口数量为26,838人。